# 托罗 (萨莫拉省)
托罗，是西班牙卡斯蒂利亚-莱昂萨莫拉省的一个市镇。 总面积326平方公里，总人口9282人（2001年），人口密度28人/平方公里。

## 友好城市
- 法國 孔东